# 河井彌八
河井 彌八（かわい やはち、1877年（明治10年）10月24日 － 1960年（昭和35年）7月21日）は、日本の官僚・政治家。侍従次長や参議院議長（第4代）を歴任する。静岡県出身。

## 来歴・人物
静岡県佐野郡、のちの小笠郡南郷村（掛川町を経て現掛川市）出身で、1897年（明治30年）静岡県尋常中学校卒業。1904年（明治37年）7月、東京帝国大学法科大学政治学科を卒業後、内務省に入省して佐賀県内政部長代理などを歴任する。1918年（大正7年）に内閣法制局に移り、翌年に貴族院書記官長、1926年に内大臣府秘書官長となり、1930年（昭和5年）から7年間にわたって皇后宮大夫兼侍従次長として昭和天皇・香淳皇后の側近として仕えた。
1938年（昭和13年）1月7日に貴族院議員に任命された。貴族院では同成会に所属し1947年（昭和22年）5月2日の貴族院廃止まで在任。この間、鉄道会議議員を兼ねた。また大日本報徳社社長ともなっている。
サツマイモ栽培や砂防林の普及運動に力を尽くし「サツマイモ博士」とあだ名された。
1943年（昭和18年）11月22日には、昭和天皇に謁見する機会を得て、甘藷増産運動を通じた増産、植林と砂防の重要性について奏上を行った。
戦後、第1回参議院議員通常選挙に静岡県地方区から立候補し、参議院議員に当選した。当選後は緑風会に所属し、3年後の第2回通常選挙でも再選された。
1953年（昭和28年）には参議院議長に就任した。1956年（昭和31年）の第4回通常選挙では落選し、高齢だったこともあり政界引退を表明した。没後に従二位・勲一等旭日桐花大綬章が授章された。
1955年3月26日、河井は鳩山一郎とともにフリーメイソン第二階級に昇進した。

## 公刊日記
- 『昭和初期の天皇と宮中　侍従次長河井弥八日記』（全6巻、岩波書店）、1993-94年[10]。岩波オンデマンドブックス、2025年
- 『河井 弥八日記　戦後篇』（全5巻、信山社出版）、2015-20年[11]

編・刊行
- 『一木先生回顧録』河井彌八編・刊行、1954年12月。 NCID BN05933477。全国書誌番号:55008337。

## 栄典
- 1931年（昭和6年）3月20日 - 帝都復興記念章[12]

## 家族・親族
河井家は代々庄屋を務めていた家系であり、父の河井重藏は9代目の当主にあたる。重藏は、静岡県会議員や衆議院議員などを歴任した。